# NIMO
NIMO（にも）は、日本のAV女優。ギルフィー所属。

## 略歴・人物
「ももき希（ももき のぞみ）」の芸名で、着エログラビアでの活動の後2016年4月にマックス・エーの専属女優としてデビューしたロリ系AV女優。「ももき希」のプロフィールは、1995年11月13日生、神奈川県出身。
2017年12月に「NIMO（にも）」へ改名、新たにツイッターを開始。趣味はアニメ鑑賞、特技はテニス。
2018年8月19日、アイドルグループ・マシュマロ3d+の研究生、マシュマロ3d+ teamメレンゲのメンバーとなる。
2019年2月23日、アイドルグループ・マシュマロ3d+に昇格。
2023年7月26日、マシュマロ3d+の解散を発表。

## 出演作品

### イメージDVD
- 100%美少女 Vol.86（2015年9月18日、M.B.Dメディアブランド）
- 昭和女学生 Vol.12（2015年10月15日、M.B.Dメディアブランド）
- 桃汁（2016年4月15日、DIGIPLAN）

### アダルトDVD
2016年
- 新人DEBUT!!（4月25日、マックス・エー ）
- School Days 禁じられた遊び（5月25日、マックス・エー）
- 新人泡姫 初めてのおもてなし（6月25日、マックス・エー）
- 性交人形。 パイパン中出し凌辱（7月25日、マックス・エー）
- ももき希が行く!! 突撃路上逆ナンパ中出しSP（9月25日、マックスエー）
- NTR 本当の恋人 〜寢取られ女子校生物語〜（10月25日、マックスエー）

2017年
- 制服の中のE 22（5月5日、プレステージ）※「のぞみん」名義
- シロウトTV×PRESTIGE PREMIUM 27（6月30日、プレステージ）※「ノゾミ」名義
- 顔出し! 女子大生限定 ザ・マジックミラー 素人娘初めての極太ディルド腰ふり体験! オマ○コの奥まで大きなディルドをズッポリ挿入! in 池袋 今まで味わったことのない快感に腰が止まらず連続絶頂!!（7月19日、ディープス）※「いおり」名義
- 成熟した姉の裸に触れた童貞弟はイケない事と知りつつもチ○ポを勃起させて「禁断の近親相姦」してしまうのか!? 清純美乳女子大生に完全密着SP!!（7月20日、SODクリエイト）
- 再婚相手の連れ子は美人女子校生姉妹!! 初めて皆で川の字で寝る事に…。明け方、年頃で可愛い妹のパジャマがはだけ、発育途中の身体を見て欲情してしまった僕は彼女を…!!ふと横を見ると、妹と僕がSEXしているのを気づいた姉が、興奮し身体をくねらせていたので… 7（8月4日、DOC）
- 街行くJKに「ヤって!TRY」 アナタの理想のチ○ポ描いて下さい!! 2（8月4日、DOC）※「あや」名義
- レイプで中出しされる快感にハマりさらなる中出しチ○コを求める過剰性欲姉妹（8月18日、DOC）
- ほろ酔いママがJK制服に生着替え! 学生時代のエッチな思い出聞かせてください!（8月18日、DOC）※「ちはる」名義
- 友達の目の前で犯されるレズビアン女子校生（9月7日、ビビアン）
- 女っ気がない僕を小バカにするかのように人目を憚らず僕を誘惑してくる小悪魔娘!ヤッてる自分に興奮したのか、しまいには「おま○こくぱぁー」して…（9月15日、DOC）
- フライングゲット 何もしらなかったAVアイドル達のデビュー前面接蔵出しお宝映像集 素人時代のMAX-A専属女優BEST（9月25日、マックス・エー）
- 婦人会の奥様方が撮っていた他人の夫をみんなで寝取るハーレム温泉旅行（10月5日、ナチュラルハイ）
- おひとり様ラーメン女子ナンパ! 濃厚スープを飲み干すカワイイ女子はエッチも濃厚なのかw?（10月13日、プレステージ）※「ゆりな」名義
- コスプレイヤーに大人気の可愛い下着を着た美少女と中出し性交（12月22日、TMA）

2018年
- 処女の幼馴染と童貞の僕。うぶな二人がとっても恥ずかしいH練習! 擦るだけと素股したらヌルヌルのお股にズボッ! 途端に顔が真っ赤になりプルプル痙攣!実は超多感症だった幼馴染!中に出されて失神寸前の彼女にもう一回ズボッ! そのまま2回戦生中出し!（2月9日、SCOOP）
- ムレムレブルマ合宿 4（3月1日、アロマ企画）
- 敏感すぎてごめんなさい。 全身性感帯みたいな美少女のエッチな日常（3月1日、S-Cute）
- ナンパJAPAN検証企画! 女子大生限定! 友情VS性欲男女の友達同士が二人きりで裸よりエロい極小マイクロビキニ姿で素股マッサージに挑戦!したら 我慢できずにそのまま騎乗位セックスしちゃうのか!?をリアルモニタリング!（3月7日、ナンパJAPAN）
- 照れる彼女をハメ撮りしちゃいました。（3月13日、S-Cute）
- 120%リアルガチ軟派伝説 vol.58 in 京都（3月16日、プレステージ）
- 妹ぱらだいす! 3 〜お兄ちゃんと5人の妹のすご〜く!エッチしまくりな毎日〜 part.1（4月9日、無垢）
- 女子○生限定 マジックミラー号 「下着メーカーのモニター調査」と称して生おっぱいをモミモミしながらインタビュー 清純そうな見た目からは想像もつかない超ドえろ発言連発! 敏感な美乳をもみほぐされて感度抜群女子○生が大人ち○ぽでイキまくり! 10人中10本番!（5月10日、SODクリエイト）
- 妄想アイテム究極進化シリーズ せっかく女になったのに… 不完全な女体化で下半身はふたなり!? 2 男子禁制シェアハウス編 本当は女の子になりすましてレズ責めされたかったけどチ○ポとマ○コのWの快感に今はドッピュン大満足!!（5月24日、ROCKET）
- 濡れてテカってピッタリ密着 神スク水（5月24日、俺の個撮）
- 再婚相手の連れ子を夜這いする新しいパパ（5月29日、思春期.com）
- 引きこもりの娘は知らない間にべっぴんさんになっていた… そして無職になったお父さんとの真っ昼間、親子水入らず2人っきりのいやらしい時間!!（5月29日、思春期フィクション）
- ココロが求め合ううれしはずかし快感SEX（6月1日、S-Cute）
- 妹ぱらだいす! 3 〜お兄ちゃんと5人の妹のすご〜く!エッチしまくりな毎日〜 part.2（6月13日、無垢）
- 土下座して頼んでみた 学校編 (10月13日、無垢)

## 出演

### テレビ
- アイドルのア・ソ・コ♪ザ・ベストテン～マシュマロ3d+が歌ってオナってヤラレちゃう!（2019年3月、パラダイスTV）[3]

### ウェブテレビ
- 矢口真里の火曜The NIGHT（2019年7月3日、AbemaTV）